# Kasli
Kasli – miasto w Rosji, w obwodzie czelabińskim. W 2010 roku liczyło 16 969 mieszkańców.